# Abies densa
Abies densa är en tallväxtart som beskrevs av William Griffiths. Abies densa ingår i släktet ädelgranar, och familjen tallväxter. Inga underarter finns listade i Catalogue of Life.
Hos denna ädelgran har kottarna en mörkblå till svart färg.
Arten förekommer i östra Himalaya. Den dokumenterades från östra Nepal till Brahmaputraflodens knä. Antagligen har trädet en större utbredning i regioner som ligger 2450 till 4000 meter över havet. Vädret i regionen kännetecknas av mycket regn, främst under monsunen, samt mycket snö. Årsnederbörden kan ligga vid 2 000 mm.
Abies densa bildar ofta barrskogar eller blandskogar med andra träd. Nära trädgränsen hittas den ofta tillsammans med Everestbjörk och Himalaja-en. I bergstraktens lägre delar ingår bland annat Larix griffithii, Tsuga dumosa, Picea spinulosa, Acer caudatum samt arter av plommonsläktet, rönnsläktet och rododendronsläktet i skogarna.
I utbredningsområdet används artens trä för olika delar av husbygget. Abies densa är inte sällsynt. IUCN kategoriserar arten globalt som livskraftig.

## Bildgalleri

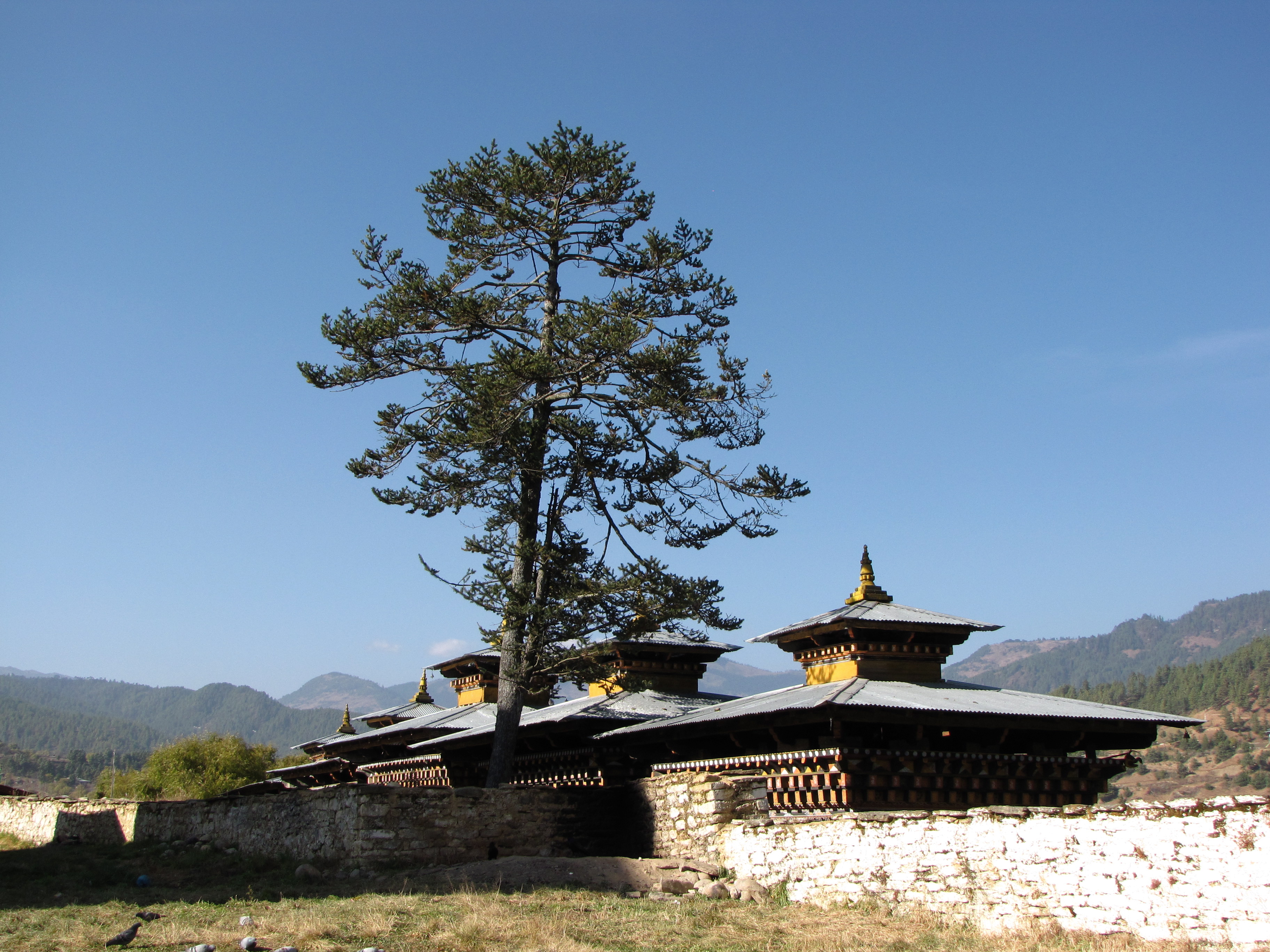